# Nił Fiłatow
Nił Fiodorowicz Fiłatow (ros. Нил Фёдорович Филатов, ur. 4 kwietnia?/16 kwietnia 1847 w Tiepłyj Stan, ob. Sieczenowo, zm. 26 stycznia?/8 lutego 1902 w Moskwie) – lekarz, naukowiec i nauczyciel akademicki, jeden z pionierów rosyjskiej pediatrii; autor książki Краткий учебник детских болезней („Krótki podręcznik chorób dzieci”), wydawanej 12 razy w okresie 1889–1922. Jego bratankiem był okulista, Władimir Fiłatow.

## Rodzina
Nił Fiłatow był potomkiem starej szlacheckiej rodziny. Rodowym gniazdem Fiłatowów i Sieczenowów był Tiepłyj Stan (obecnie Sieczenowo) w obwodzie Symbirskim (obecnie Uljanowskim), gdzie urodził się Nił Fiłatow (trzeci z siedmiu synów Fiodora Fiłatowa). Spośród sześciu braci Niła czterech zostało później lekarzami:  Abram (położnik-ginekolog), Pietr (chirurg i okulista), Fiedor i Mikołaj. Brat Michaił został znanym inżynierem, a Borys prawnikiem. Do najbliższej rodziny N. Fiłatowa należy też Dmitrij Pietrowicz Fiłatow (ur. 31 stycznia 1876 – radziecki embriolog i zoolog, twórca moskiewskiej szkoły embriologicznej) oraz okulista Władimir Fiłatow (syn brata Pietra, ur. 27 lutego 1875, pionier transplantologii skóry i rogówki oka).

## Nauka
Pierwszy rok nauki języka rosyjskiego i matematyki Nił Fiłatow odbył w domu, a od 1859 roku uczył się wraz z braćmi w Penzie.  Po skończeniu szkoły w 1864 roku wstąpił na Wydział Medyczny Uniwersytetu Moskiewskiego, gdzie studiował też brat Abram. Zamieszkali u rodziny Zapolskich, do której należał młody lekarz, wielki miłośnik teatru. Zamiłowanie do teatru i muzyki przejął też Nił Fiłatow, który został im wierny przez całe życie.
Od 1866 roku w Moskwie uczyło się równocześnie pięciu braci i dwóch kuzynów, którzy mieszkali wspólnie w kilkupokojowym apartamencie, pod opieką ciotki, Natalii Fiłatowej. 
Medyczne zainteresowania N. Fiłatowa kształtowały się pod wpływem G.А. Zacharina, kierownika kliniki terapeutycznej, N.А. Tolskiego (który wpłynął na wybór pediatrii jako specjalności) i neuropatologa А.J. Коżewnikowa, zwolennika poglądów Iwana Sieczenowa i Siergieja Pietrowicza Botkina na temat roli mózgu w fizjologii i patologii organizmu.

## Młody lekarz
Po ukończeniu Uniwersytetu w 1869 roku N.F. Fiłatow pracował początkowo w Sarańsku, jako lekarz ziemski, gdzie był jedynym lekarzem w okręgu zamieszkałym przez 
ok. 100 tys. ludzi. W tym czasie ożenił się Julią Nikołajewną Smirnową. Mieli pięcioro dzieci, z których dwoje zmarło w wyniku błonicy. Troje pozostałych dzieci (dwóch synów i córka) nie odziedziczyło po ojcu zainteresowań medycyną. 
W latach 1872 –1874  N. Fiłatow, za radą N.A. Tolskiego, przebywał za granicą, odbywając praktykę w klinikach i szpitalach w Wiedniu, Pradze, Heidelbergu. Studiował pediatrię, internistykę, dermatologię, otolaryngologię, anatomię patologiczną i techniki badań histologicznych.

## Praca w Moskwie
Od powrotu do Moskwy w 1875 roku aż do śmierci N. Fiłatowa był związany z dwiema instytucjami – wydziałem medycznym Uniwersytetu Moskiewskiego i Szpitalem dla dzieci, który nosi obecnie jego imię.
31 maja 1876 roku obronił pracę doktorską na temat związku ostrego zapalenia oskrzeli i ostrego nieżytowego zapalenia płuc. W 1877 roku został wykładowcą na wydziale położnictwa, ginekologii i chorób dzieci, gdzie wykładał pediatrię (która była wówczas kursem nieobowiązkowym). Duże zainteresowanie budziły jego publikacje, dotyczące ostrych dziecięcych chorób zakaźnych i żołądkowo-jelitowych (były tłumaczone na język niemiecki i polski). W wydanym w roku 1881 poradniku dla pediatrów Fiłatow zwracał uwagę na metody diagnostyki różnicowej i sposoby odżywiania (promował kobiece mleko jako środek na niestrawność u dzieci karmionych sztucznie).

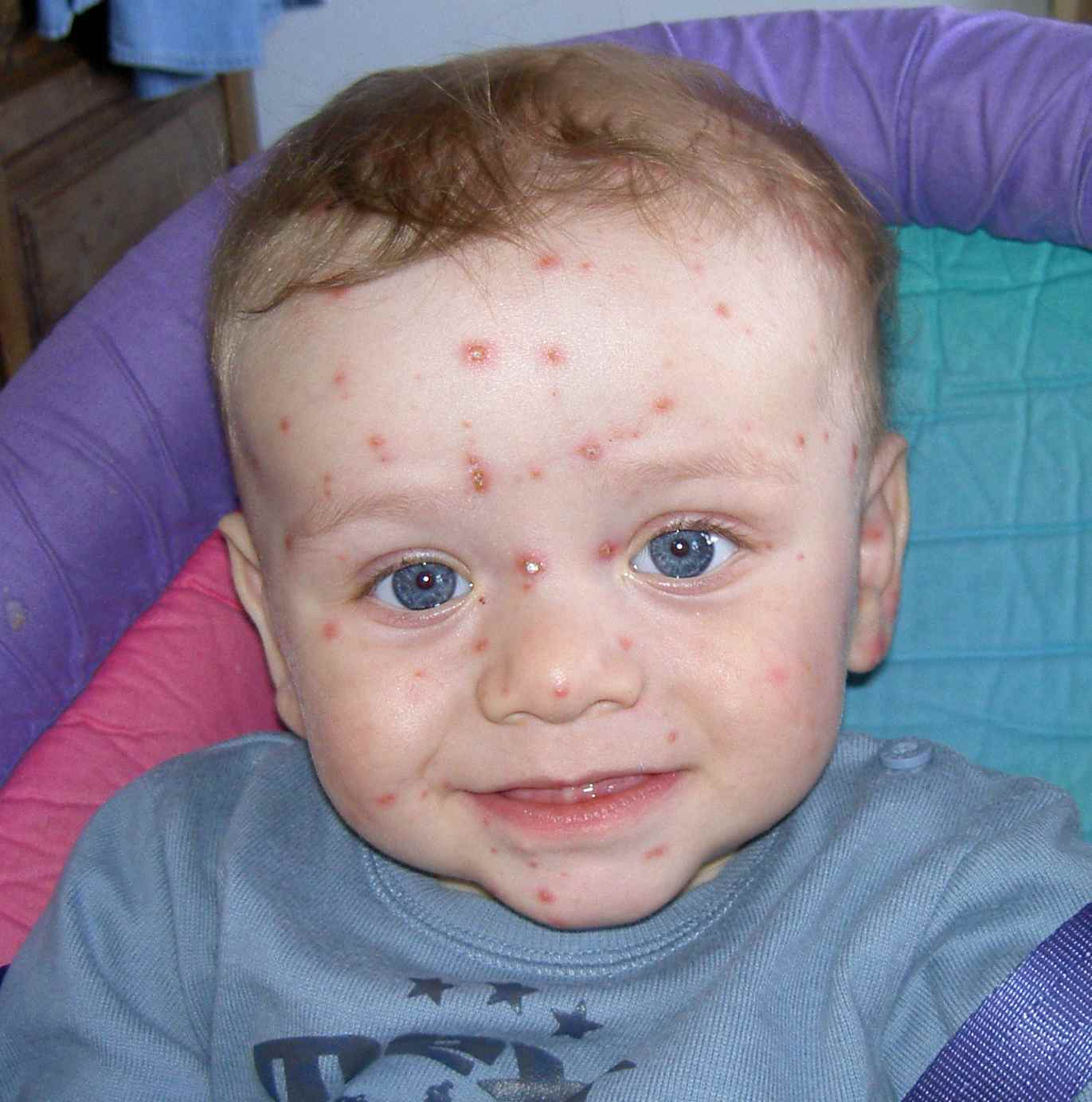
Dziecko chore na ospę wietrzną

Opublikował prace Лекции об острых инфекционных болезнях у детей (1885; „Wykłady o ostrych chorobach zakaźnych u dzieci”; istotny wkład w wiedzę o odrze, szkarlatynie i błonicy) i  Семиотика и диагностика детских болезней с приложением терапевтического указателя („Semiotyka i rozpoznania chorób dziecięcych z indeksem terapeutycznym”; 1890; książka sześciokrotnie wznawiana). Opisał nowe choroby dzieci, nowe formy wcześniej znanych chorób lub ich objawy, np. scarlatinella („czwarta choroba”), mononukleoza zakaźna, zamaskowana malaria niemowląt, ospa wietrzna jako odrębna choroba, wczesne objawy odry, tzw. plamki Fiłatowa (jak się okazało już wcześniej opisane przez innych, np. rosyjskiego lekarza Bielskiego, a później przez amerykańskiego lekarza Koplika; zobacz: Plamki Koplika).
W 1889 roku N.F. Fiłatow opublikował „Krótki podręcznik chorób dzieci”, który wydano 12 razy (6 razy za życia autora; ostatnie wydanie – w 1922 roku). 
W latach 1891–1902 N. Fiłatow był kierownikiem kliniki chorób dziecięcych na Wydziale Lekarskim Uniwersytetu Moskiewskiego. Prowadził wykłady oraz profesorskie kliniczne obchody chorych, które cieszyły się dużym zainteresowaniem studentów i lekarzy.

## Ostatnie lata
W ostatnich pięciu latach życia N. Fiłatow cierpiał na ataki dusznicy bolesnej (jeden z ataków zdarzył się w czasie posiedzenia Towarzystwa Pediatrów, któremu miał przewodniczyć). Mimo choroby nadal intensywnie pracował. 17 stycznia 1902 nie pozwolił sobie na odpoczynek po powrocie z wyjazdu na konsultacje. Przyjmował pacjentów już tego samego dnia i  w dniu następnym, w szpitalu i własnym gabinecie. 19 stycznia wieczorem, po powrocie z konsultacji, stracił przytomność. Wykryto paraliż lewej połowy ciała z powodu wylewu krwi do mózgu lub zatoru tętnic mózgowych. Po kilku dniach poprawy stanu zdrowia, gdy ponownie zaczął się interesować sprawami kliniki, doszło do drugiego wylewu. Nił Fiłatow zmarł 26 stycznia o 4:00 rano.

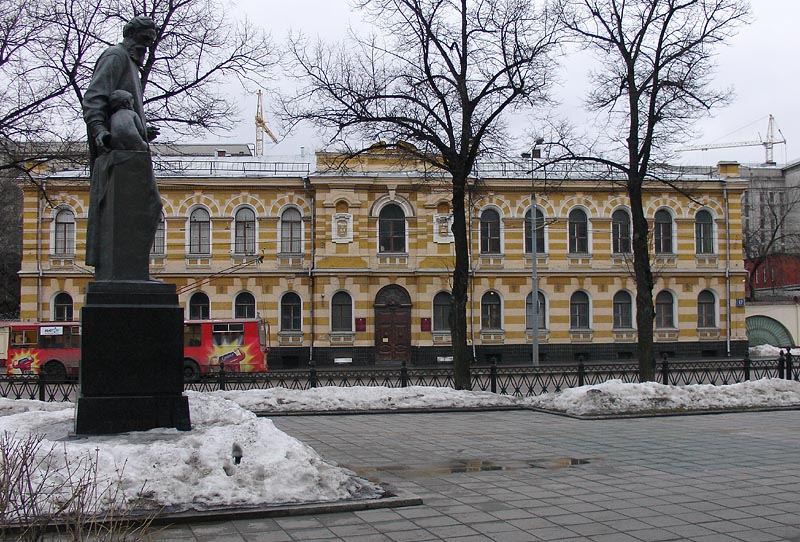
Pomnik N. Fiłatowa przed szpitalem noszącym jego imię

## Upamiętnienie
Dla uczczenia pamięci N. Fiłatowa:
- utworzono nagrodę jego imienia, przyznawaną za wybitne prace w dziedzinie pediatrii
- nadano jego imię jednemu z największych dziecięcych szpitali w stolicy (Садово-Кудринская, 15),
- wzniesiono w Moskwie dwa pomniki, w pobliżu szpitala dziecięcego oraz kliniki pediatrii (1922 i 1960 rok)